# عبد الله آخوند زاده
عبد الله أخون زاده (بالإنجليزية: Abdullah Akhunzada) (ولد في 18 مارس 1980) هو لاعب كريكت يمثل منتخب الكويت للكريكت. شارك لأول مرة في مباريات قائمة A خلال الدوري العالمي للكريكت الدرجة الثامنة لعام 2010.

## روابط خارجية
- عبد الله آخوند زاده على ESPNcricinfo